# 古川康一
古川 康一（ふるかわ こういち、1942年10月9日 - 2017年1月31日）は、スキルサイエンスの第一人者。慶應義塾大学名誉教授。人工知能学会フェロー。日本ソフトウエア科学会名誉会員。
東京大学工学部計数工学科 (1965年)、同大学院工学系研究科修士課程了 (1967年)、工学博士 (東京大学， 1980年)。 

## 概要
(財)新世代コンピュータ技術開発機構 (研究担当次長)を経て、1992年から慶應義塾大学環境情報学部教授を歴任。スキルサイエンスの第一人者であり、チェロ演奏法の科学的解明および新しいチェロ演奏法の模索に邁進した。

## 著書
- 単著
  - 『Prolog入門』(オーム社)　ISBN 4274073084 1986年
- 共著
  - 『帰納論理プログラミング』 （共立出版）ISBN 4320120140 2001年
  - 『数理論理学 (コンピュータサイエンス教科書シリーズ)』(コロナ社) ISBN 4339027189 2008年
  - 『スキルサイエンス入門―身体知の解明へのアプローチ (知の科学)』 （オーム社）ISBN 4274206769 2009年
  - 『チェロに近づくチェロが近づく ~スキルサイエンスによるアプローチ~』（ドレミ楽譜出版社）ISBN 4285146266 2016年
- 監訳
  - S.J.Russell (著), P.Norvig (著)『エージェントアプローチ人工知能 第2版』（共立出版）ISBN 4320122151 2008年
- 学会発表
  - 特別講演: 古川 康一（嘉悦大学)：『第五世代コンピュータからスキルサイエンスへ　- 論理プログラミング・アプローチ』（人工知能学会）2014年
  - オーガナイズドセッション「OS-14 身体知の表現と獲得 (1)」：古川康一ら『チェロ演奏動画の目視によるデータ獲得とクラスタリングによる分類』（人工知能学会）2016年

他

## 動画
- 「古川 康一教授 最終講義」：第五世代コンピュータからスキルサイエンスへ  2008年
  - 「合同最終講義」：演奏会